# Francesco Balducci Pegolotti
Francesco Balducci Pegolotti (kolem 1290 Florencie – po roce 1348 Florencie) byl florentský obchodník, politik a cestovatel, známý svou prací La Pratica della Mercatura.

## Životopis
Jeho otec, Balduccio Pegolotti, zastupoval Florencii při obchodních jednáních se Sienou v roce 1311. Jeho bratr, Rinieri di Balduccio, byl podezřelý ze zmizení zásilky zlata v roce 1332.
Sám Francesco Balduccio Pegolotti byl hlavně podnikatelem ve službách florentského bankovního domu Compagnia dei Bardi, jehož zájmy zastupoval od roku 1315 (možná ještě dříve) do roku 1317 v Antverpách. V letech 1317 až 1321 byl ředitelem londýnské pobočky a existují záznamy, kde je uveden jako Balduch, že jednal přímo s králem Eduardem II. Od roku 1324 do roku 1327 zastupoval bankovní dům na Kypru. V roce 1324 ve Famagustě vyjednal snížení cel pro Compagnia dei Bardi a pro ty, které bankovní dům označil za florentské obchodníky.
Po roce 1327 podnikl obchodní cestu od Azovského moře do Astrachaně, odkud plul po Volze do Saraje, hlavního města Zlaté hordy a opět se vrátil ke Kaspickému moři. Jeho další obchodní cesta trvala 9 měsíců a vedla přes řeku Ural do Urgenče na dolní tok Amudarji, odtud cestoval do Otráru na Syrdarji a přes Almalik (severně od Kuldže) a Džúngarsko, Kan-Su a Kan-čou do Chánbaliku. Zpáteční cestu vykonal stejnou trasou.
Po návratu do Florencie byl zvolen hlavním soudcem.
V roce 1335 cestoval do Arménie, kde jednal s arménským králem Lvem IV. a získal od něho výsadu pro florentské obchodníky.
V letech 1347 a 1348 řešil bankrot obchodního domu Compagnia dei Bardi. Dále se pak o něm historické záznamy nezmiňují.

## Dílo
Mezi lety 1335 a 1343 sepsal své životní dílo La Pratica della Mercatura", ve kterém popsal nejen své zážitky z cest, ale také vypsal rady a doporučení kupcům o celkové situaci a o zboží, které si mají vzít s sebou do Číny. Jeho spis je významným zdrojem informací o jeho obchodní cestě a doplňuje zprávy Marco Pola, kterého v přesnosti údajů výrazně předčí.